# Operação Prato
La Operación prato fue una misión militar ejecutada por la Fuerza Aérea Brasileña (FAB) con el propósito de investigar denuncias de Objetos Voladores No Identificados (OVNI) en la región del municipio de Colares, en Pará. La operación culminó tras cuatro meses, y otras misiones relacionadas se efectuaron a lo largo de 1978.
Los objetos avistados en los registros militares recibieron el apelativo de cuerpos luminosos, vinculados a fenómenos denunciados por habitantes y autoridades, y divulgados por la prensa local, que informó sobre supuestos ataques a la población. El fenómeno fue conocido como chupa-chupa. La operación concluyó oficialmente a finales de diciembre de 1977; no obstante, los documentos oficiales señalan que durante 1978 se llevaron a cabo otras misiones de propósito especial relacionadas con indagaciones de ovnis.
La Operación Prato emergió en un contexto más extenso, donde se reportaba una gran oleada de avistamientos de ovnis desde Baixada Maranhense hasta la frontera con el estado de Pará, en la región del río Gurupi y la ciudad parense de Viseu. La ola se desplazó a lo largo de la costa de Pará, arribando en octubre a Baía do Marajó y la capital Belém. Durante el tránsito del fenómeno OVNI, hubo una extensa cobertura de prensa, radio y televisión, que difundieron relatos de traumáticos encuentros de estos objetos con residentes de pueblos y ciudades, generando un enorme pánico entre las poblaciones locales. El epicentro de la oleada ufológica está vinculado con un extraño incidente con unos pescadores a finales de abril de 1977, en Ilha dos Caranguejos, en Maranhão, con una víctima mortal y otra severamente herida. El desaparecido Servicio Nacional de Información - SNI también participó en las investigaciones.
Documentos oficiales, periódicos de la época y archivos militares filtrados constituyen los principales registros de aquel período. El acervo oficial se compone de documentos difundidos del SNI divulgados por la Oficina de Seguridad Institucional de la Presidencia de la República, todos bajo la custodia del Archivo Nacional en Brasilia.
En general, la comunidad ufológica nacional sostiene que los fenómenos investigados por la Operación Prato tuvieron origen extraterrestre y las víctimas quemadas y "vampirizadas" fueron objeto de experimentos de seres extraterrestres. Esta hipótesis se fundamenta principalmente en las declaraciones de personalidades destacadas, como el jefe de la Operación Prato y el médico de la unidad de cuidados de Colares. Otros militares que participaron en la operación manifestaron opiniones distintas, además de algunos personajes civiles. Un número limitado de ufólogos e investigadores de la comunidad ufológica defienden alternativas no extraterrestres. El fenómeno chupa-chupa estaría relacionado con comportamientos sociales y aspectos de la psique humana, así como con fenómenos aéreos originarios de una operación aérea externa o de naturaleza terrestre aún no esclarecida.

## Historia

### Acontecimientos
En 1977, numerosos Ovnis fueron vistos en la ciudad brasileña de Colares, Pará. Los Ovnis presuntamente dispararon haces de luces y los residentes locales les nombraron "Chupa Chupa". Después de un aumento de la preocupación local, José Ildone Favacho Soeiro, el alcalde de la ciudad, pidió ayuda a la Fuerza Aérea, organizando vigilas nocturnas y utilizando fuegos artificiales para mantener a las presuntas luces alejadas.
También se han reportado avistamientos más recientes de Ovnis en la ciudad cercana de Vigia.

### La operación
La operación estuvo al mando del Capitán Uyrangê Bolívar Soares Nogueira de Hollanda Lima. Durante la segunda mitad del año 1977 se tomaron varias imágenes de luces extrañas. En aproximadamente cuatro meses, Uyrangê y su equipo consiguieron restablecer la paz y orden en la región. La operación se cerró sin pruebas concluyentes de fenómenos inusuales.

### Entrevista a Uyrangê y muerte
En 1997, dos décadas después de la operación, el Capitán Uyrangê dio una entrevista a los investigadores Ademar José Gevaerd (editor de "Revista UFO", fundador y presidente del CBPDV (Centro Brasileiro de Pesquisas de Discos Voadores, o Centro Brasileño de Investigación de Platillos Voladores), director nacional de la Mutual UFO Network) y Marco Antônio Petit. En esta entrevista, Uyrangê hizo un recuento de sus experiencias en aquel entonces junto a sus hombres, aparentemente el capitan se suicidó.